# Blepharocalyx salicifolius

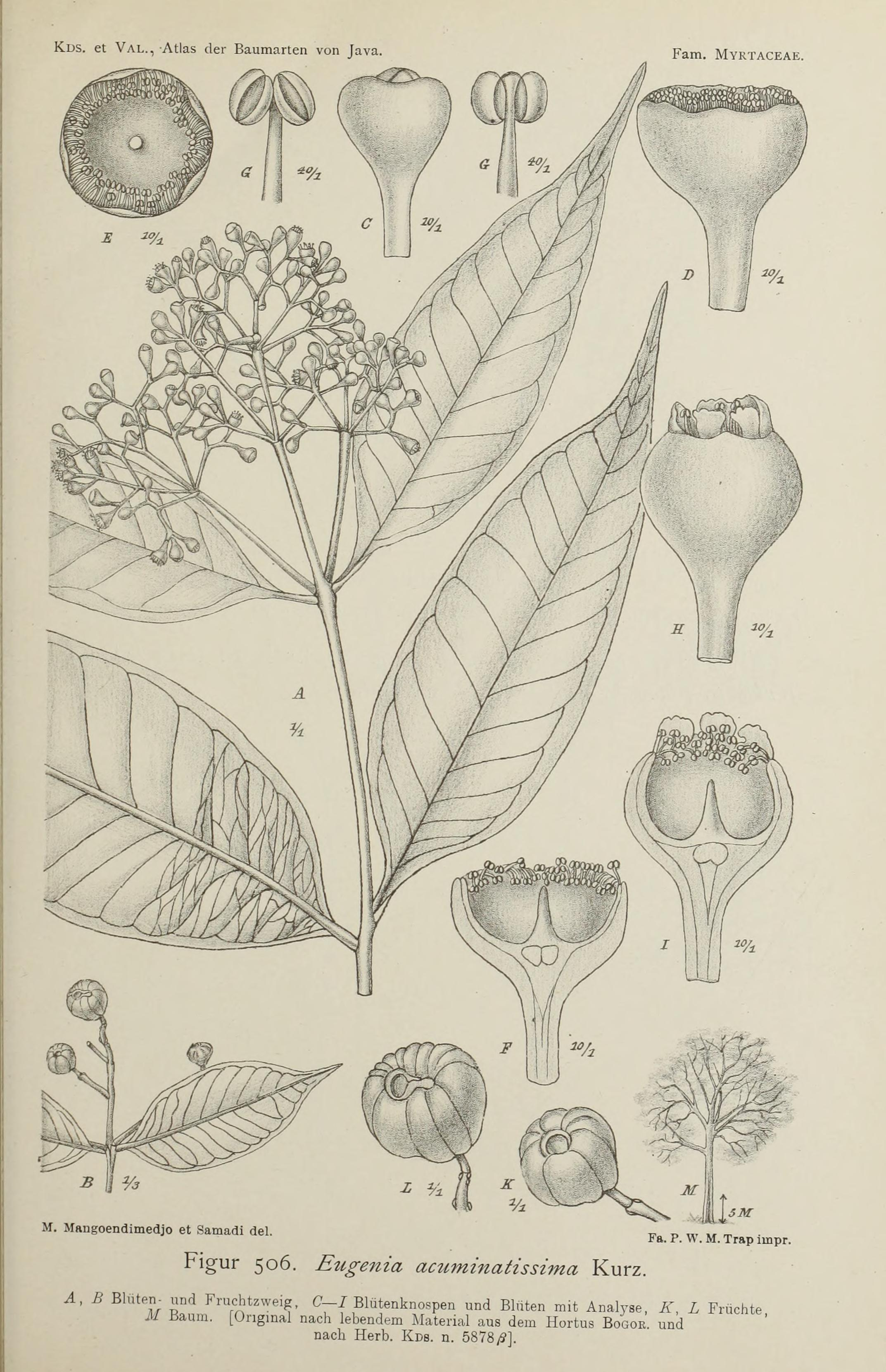
Illustration von Blepharocalyx salicifolius

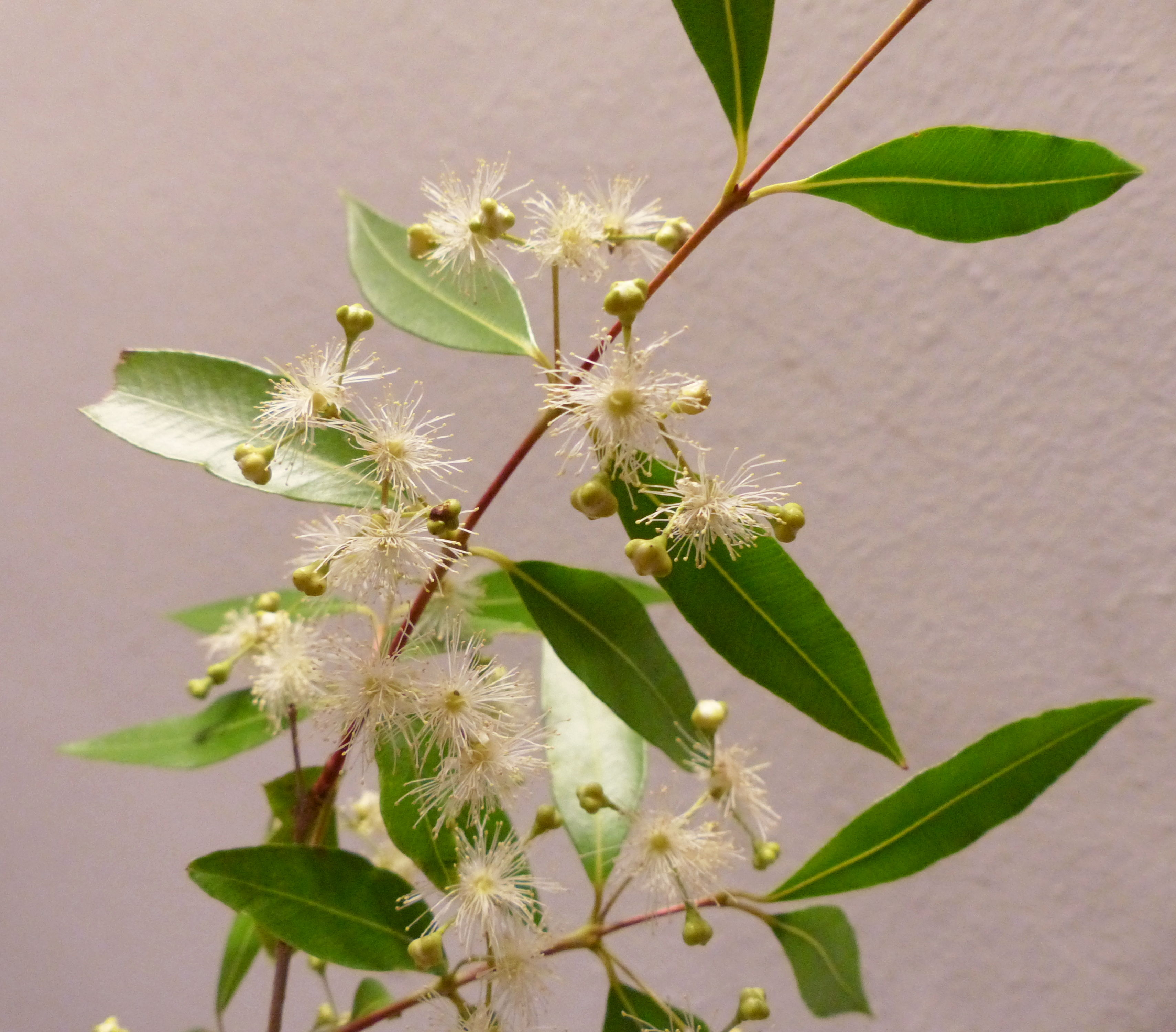
Blätter und Blütenstand

Blepharocalyx salicifolius ist ein Baum in der Familie der Myrtengewächse aus dem nördlicheren Argentinien, Uruguay, Paraguay, Bolivien bis Peru und Ecuador sowie aus dem südlichen bis zentralen und östlichen Brasilien.

## Beschreibung
Blepharocalyx salicifolius wächst als immergrüner Baum mit ausladender Krone bis über 20 Meter hoch. Der Stammdurchmesser erreicht etwa 40–50 Zentimeter.
Die einfachen kurz gestielten und kahlen bis leicht behaarten Laubblätter sind gegenständig. Der kurze, kahle bis behaarte, mehr oder weniger abgeflachte Blattstiel ist bis 1 Zentimeter lang. Die spitzen bis zugespitzten, seltener abgerundeten Blätter sind ganzrandig, eiförmig, -lanzettlich bis elliptisch, lanzettlich oder verkehrt-eiförmig, -eilanzettlich und bis 7 Zentimeter lang und bis 2,5 Zentimeter breit. Die Nervatur ist fein gefiedert, mit vielen schwachen, undeutlichen Seitenadern.
Die duftenden Blüten erscheinen an länger oder kürzer gestielten und einblütigen oder dichasialen, mehr oder weniger behaarten Blütenständen. Die sehr kleinen, vierzähligen und zwittrige Blüten mit doppelter Blütenhülle sind weiß. Die sehr kleinen, meist kahlen bis leicht behaarten Kelchblätter sind früh abfallend. Die bis 3 Millimeter langen Kronblätter sind bewimpert. Es ist ein kleiner, meist kahler Blütenbecher und bis über 100 vorstehende Staubblätter am Rand des Blütenbechers vorhanden. Der meist zweikammerige Fruchtknoten ist (halb)unterständig mit einem fast kahlen, langen und leicht konischen Griffel mit kleiner, kopfiger Narbe. Es ist ein kahler Diskus vorhanden.
Es werden meist mehrsamige, 5–8 Millimeter große, dunkel-purpurfarbene, glatte Früchte, Beeren mit Diskusresten an der Spitze gebildet. Die bis zu etwa 4 Samen sind nierenförmig und bis 5 Millimeter lang.

## Taxonomie
Die Erstbeschreibung des Basionyms Myrtus salicifolia erfolgte 1823 durch Karl Sigismund Kunth in F.W.H.von Humboldt, A.J.A.Bonpland & C.S.Kunth, Nov. Gen. Sp. 6: 108, t. 541. Die Umteilung in die neu aufgestellte Gattung Blepharocalyx zu Blepharocalyx salicifolius erfolgte 1854 durch Otto Karl Berg in Linnaea 27: 413. Es ist eine Unzahl von Synonymen bekannt.

## Verwendung
Die Früchte sollen essbar sein. Die Blätter werden medizinisch verwendet.